# Medições de Foucault da velocidade da luz
As medições da velocidade da luz por Foucault foram um conjunto de experiências realizadas pelo físico francês Léon Foucault na segunda metade do século XIX.
Em 1850, Foucault usou um espelho giratório para realizar uma medição diferencial da velocidade da luz na água em relação à sua velocidade no ar. Alguns anos depois, em 1862, ele usou um aparelho semelhante para medir a velocidade da luz no ar.

## Contexto

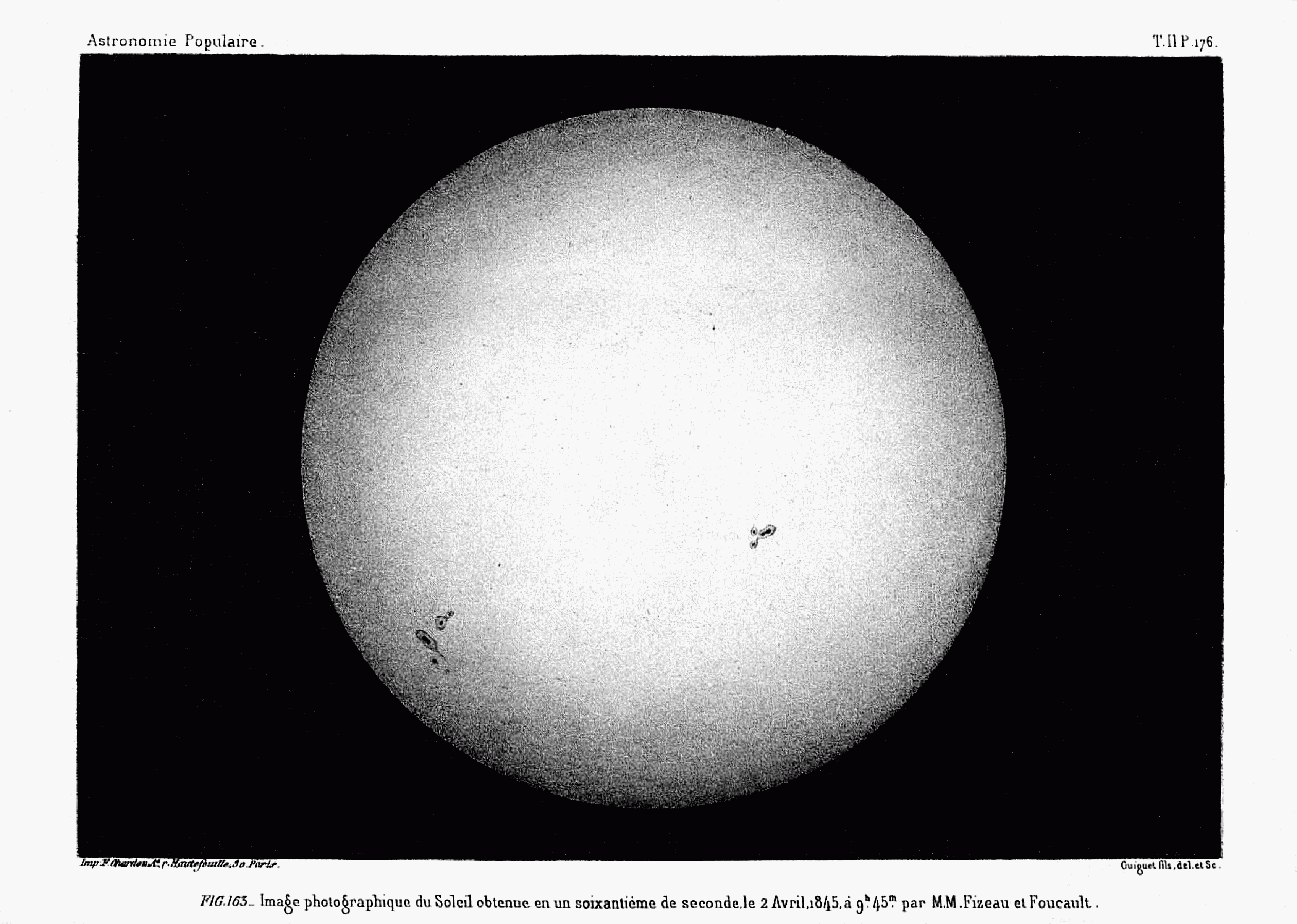
Imagem do Sol por Fizeau e Foucault

Em 1834, Charles Wheatstone desenvolveu um método de usar um espelho de rotação rápida para estudar fenômenos transitórios e aplicou esse método para medir a velocidade da eletricidade em um fio e a duração de uma faísca elétrica. Ele comunicou a François Arago a ideia de que seu método poderia ser adaptado a um estudo da velocidade da luz.
Do início até a metade do século XIX houve um período de intenso debate sobre a natureza da luz como partícula ou como onda. Embora a observação do ponto de Arago [en] em 1819 pareça ter resolvido a questão definitivamente em favor da teoria ondulatória da luz de Fresnel, várias preocupações continuaram parecendo ser abordadas de forma mais satisfatória pela teoria corpuscular de Newton. Arago ampliou o conceito de Wheatstone em uma publicação de 1838, sugerindo que uma comparação diferencial da velocidade da luz no ar e na água serviria para distinguir entre as teorias ondulatória e de partículas da luz.

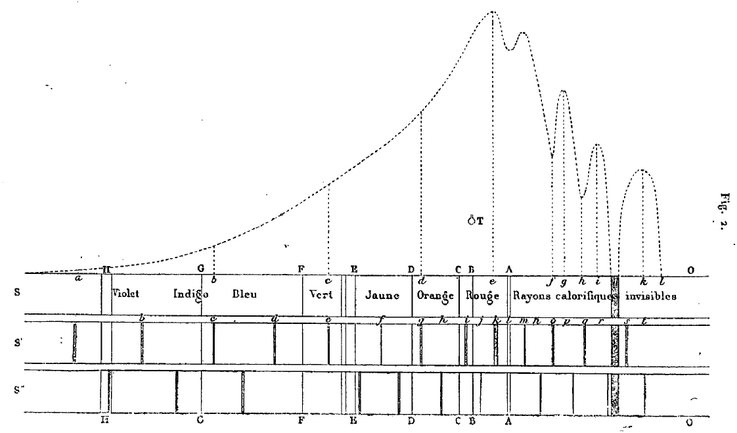
Espectro infravermelho da luz solar por Fizeau e Foucault, 1847

Foucault havia trabalhado com Hippolyte Fizeau em projetos como o uso do processo de Daguerreótipo para obter imagens do Sol entre 1843 e 1845 e a caracterização de bandas de absorção no espectro infravermelho da luz solar em 1847. Em 1845, Arago sugeriu a Fizeau e Foucault que tentassem medir a velocidade da luz. Em algum momento de 1849, no entanto, parece que os dois se desentenderam e se separaram.:124 Em 1848-49, Fizeau usou, não um espelho giratório, mas um aparelho de roda dentada para realizar uma medição absoluta da velocidade da luz no ar.
Em 1850, Fizeau e Foucault usaram dispositivos de espelho giratório para realizar medidas relativas da velocidade da luz no ar e em comparação com a água.
Foucault contratou Paul-Gustave Froment [en] para construir um aparelho de espelho giratório no qual ele dividiu um feixe de luz em dois feixes, passando um pela água enquanto o outro viajava pelo ar. Em 27 de abril de 1850,:127 ele confirmou que a velocidade da luz era maior quando ela viajava pelo ar, validando aparentemente a teoria ondulatória da luz.
Com a aprovação de Arago, Fizeau contratou L.F.C. Breguet para construir seu aparelho. Eles chegaram ao resultado em 17 de junho de 1850, sete semanas depois de Foucault.:129
Para atingir as altas velocidades de rotação necessárias, Foucault abandonou o mecanismo de relógio e usou um aparelho a vapor cuidadosamente equilibrado, projetado por Charles Cagniard de la Tour [en]. Originalmente, Foucault usava espelhos de estanho e mercúrio, mas em velocidades superiores a 200 rps, a camada refletora se rompia, então ele passou a usar espelhos de prata novos.:126-127

## Determinação da velocidade da luz por Foucault

### Experimento de 1850

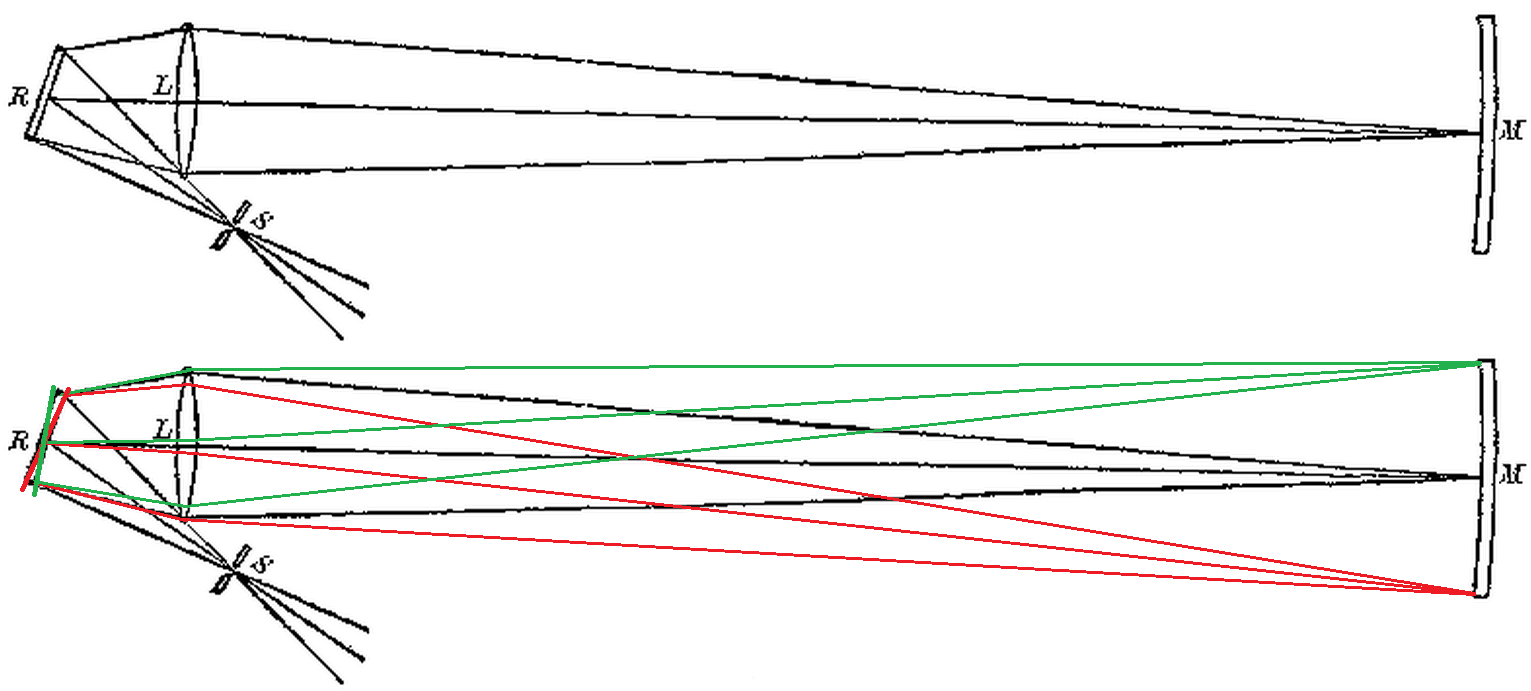
Figura 1: No experimento de Foucault, a lente L forma uma imagem da fenda S no espelho esférico M. Se o espelho R estiver parado, a imagem refletida da fenda se reformará na posição original da fenda S, independentemente da inclinação de R, conforme mostrado na figura anotada abaixo. No entanto, se R girar rapidamente, o atraso devido à velocidade finita da luz viajando de R para M e de volta para R fará com que a imagem refletida da fenda em S seja deslocada.

Em 1850, Léon Foucault mediu as velocidades relativas da luz no ar e na água. O experimento foi proposto por Arago, que escreveu:
Dois pontos radiantes, colocados um próximo ao outro e na mesma vertical, brilham instantaneamente na frente de um espelho giratório. Os raios do ponto superior atingem esse espelho apenas passando por um tubo cheio de água; os raios do segundo ponto atingem a superfície refletora, não tendo encontrado em seu percurso nenhum outro meio além do ar... [S]uponha que o espelho, visto do local ocupado pelo observador, gire da direita para a esquerda. Bem, se a teoria da emissão for verdadeira, se a luz for matéria, o ponto mais alto parecerá estar à esquerda do ponto mais baixo; ele aparecerá à sua direita, ao contrário, se a luz resultar das vibrações de um meio etéreo.
O aparelho (Figura 1) envolve a passagem da luz pela fenda S, refletindo em um espelho R e formando uma imagem da fenda no espelho estacionário distante M. A luz então passa de volta para o espelho R e é refletida de volta para a fenda original. Se o espelho R estiver parado, a imagem da fenda será reformada em S.

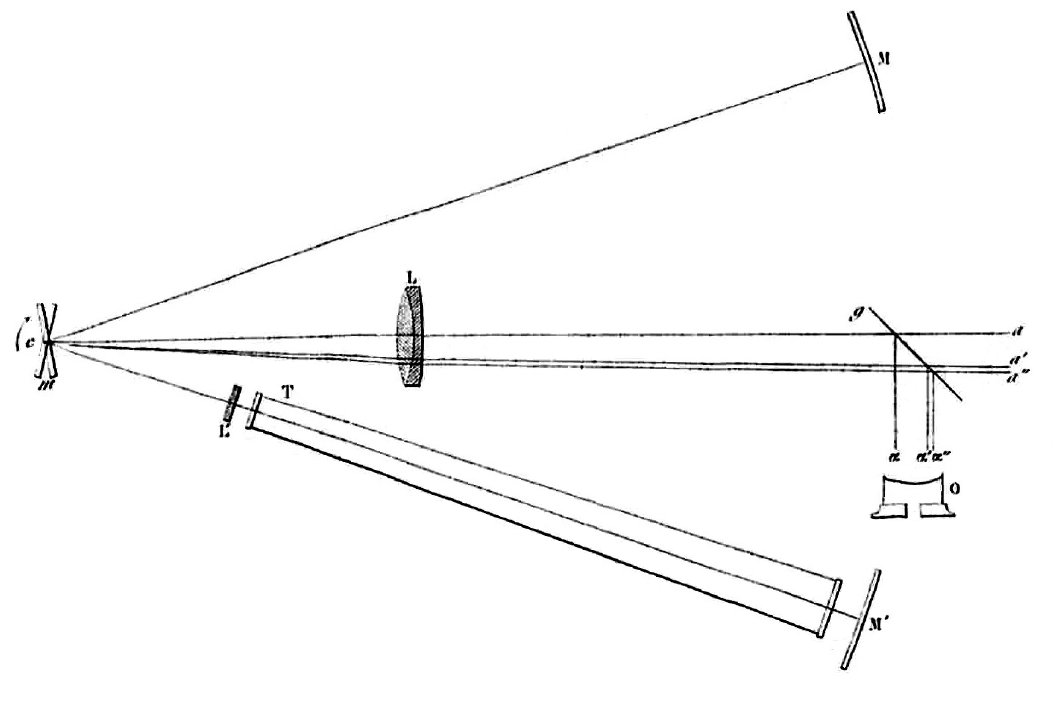
Figura 2: Determinação de Foucault da velocidade relativa da luz no ar versus na água. A luz de a que passa por uma fenda (não mostrada) é refletida pelo espelho m (girando no sentido horário em torno de c) em direção aos espelhos esféricos côncavos M e M.

No entanto, se o espelho R estiver girando, ele terá se movido ligeiramente durante o tempo que a luz leva para refletir de R para M e vice-versa, e a luz será desviada da fonte original por um pequeno ângulo, formando uma imagem ao lado da fenda.
Foucault mediu a velocidade diferencial da luz no ar em relação à água usando dois espelhos distantes (Figura 2). Ele colocou um tubo de 3 metros de água diante de um deles.:127  A luz que passa pelo meio mais lento tem sua imagem mais deslocada. Ao mascarar parcialmente o espelho do caminho do ar, Foucault conseguiu distinguir as duas imagens sobrepostas uma sobre a outra.:127  Ele concluiu que a luz era mais lenta na água do que no ar.
Esse experimento não determinou as velocidades absolutas da luz na água ou no ar, apenas suas velocidades relativas. A velocidade de rotação do espelho não pôde ser medida com precisão suficiente para determinar as velocidades absolutas da luz na água ou no ar. Com uma velocidade de rotação de 600 a 800 rotações por segundo, o deslocamento foi de 0,2 a 0,3 mm.:128-129
Guiado por motivações semelhantes às de seu antigo parceiro, Foucault, em 1850, estava mais interessado em resolver o debate partícula versus onda do que em determinar um valor absoluto preciso para a velocidade da luz. Seus resultados experimentais, anunciados pouco antes de Fizeau anunciar seus resultados sobre o mesmo assunto, foram vistos como “o último prego no caixão” da teoria do corpúsculo da luz de Newton, quando mostraram que a luz viaja mais lentamente pela água do que pelo ar. Newton havia explicado a refração como uma atração do meio sobre a luz, o que implicava um aumento da velocidade da luz no meio. A teoria corpuscular da luz foi deixada de lado, completamente ofuscada pela teoria ondulatória. Esse cenário durou até 1905, quando Einstein apresentou argumentos heurísticos de que, em várias circunstâncias, como ao considerar o efeito fotoelétrico, a luz exibe comportamentos indicativos de uma natureza de partícula.
Por seus esforços, Foucault foi nomeado chevalier da Légion d'honneur e, em 1853, recebeu o título de doutor pela Sorbonne.:130

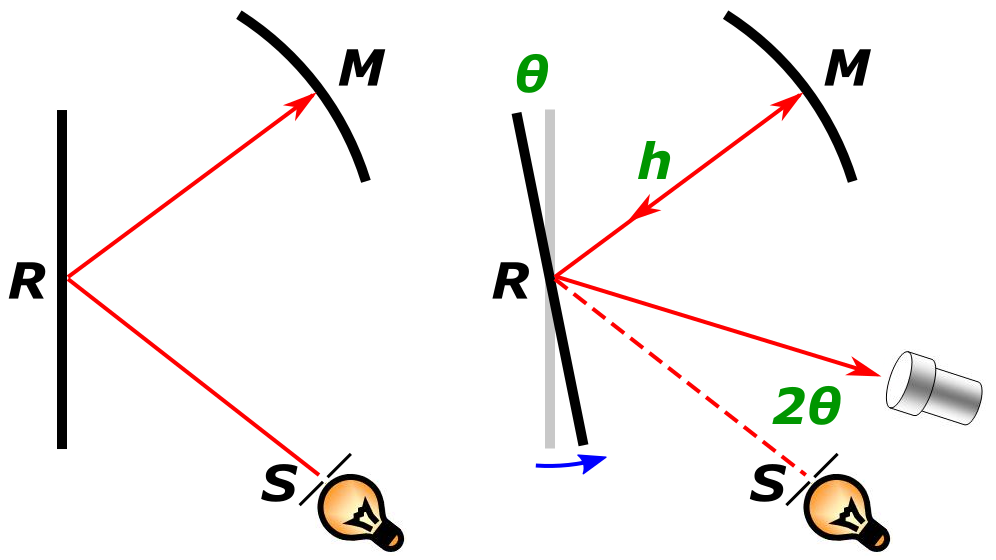
Figura 3: Esquema do aparelho de Foucault. Painel esquerdo: O espelho R está parado. A lente L (não mostrada) forma uma imagem da fenda S no espelho esférico M. A imagem refletida da fenda é reformada na posição original da fenda S, independentemente da inclinação de R. Painel direito: O espelho R está girando rapidamente. A luz refletida do espelho M rebate no espelho R, que avançou um ângulo θ durante o trânsito da luz. O telescópio detecta a imagem refletida da fenda em um ângulo 2θ em relação à posição da fenda S.

### Experimento de 1862
No experimento de Foucault de 1862, ele desejava obter um valor absoluto preciso para a velocidade da luz, já que sua preocupação era deduzir um valor melhor para a unidade astronômica. Na época, Foucault estava trabalhando no Observatório de Paris sob a orientação de Urbain le Verrier. A crença de le Verrier, com base em extensos cálculos de mecânica celeste, era de que o valor de consenso para a velocidade da luz talvez fosse superestimado em 4%. Limitações técnicas impediram Foucault de separar os espelhos R e M em mais de 20 metros. Apesar desse comprimento de caminho limitado, Foucault conseguiu medir o deslocamento da imagem da fenda (menos de 1 mm) com considerável precisão. Além disso, ao contrário do experimento de Fizeau (que exigia a medição da taxa de rotação de uma roda dentada de velocidade ajustável), ele pôde girar o espelho a uma velocidade constante e determinada por cronômetro. A medição de Foucault confirmou a estimativa de Le Verrier.:227–234  Seu valor de 1862 para a velocidade da luz (298.000 km/s) estava dentro de 0,6% do valor moderno.
Como visto na Figura 3, a imagem deslocada da fonte (fenda) está em um ângulo de 2θ em relação à direção da fonte.
Se a distância entre os espelhos for h, o tempo entre a primeira e a segunda reflexão no espelho giratório será 2h/c (c = velocidade da luz). Se o espelho girar em uma taxa angular constante conhecida ω, ele mudará o ângulo durante a viagem de ida e volta da luz em uma quantidade θ dada por:
{\displaystyle \theta ={\frac {2h\omega }{c}}=\omega t\ .}
A velocidade da luz é calculada a partir do ângulo observado θ, da velocidade angular conhecida ω e da distância medida h como:
{\displaystyle c={\frac {2\omega h}{\theta }}\ .}

## Refinamento do experimento de Foucault por Michelson

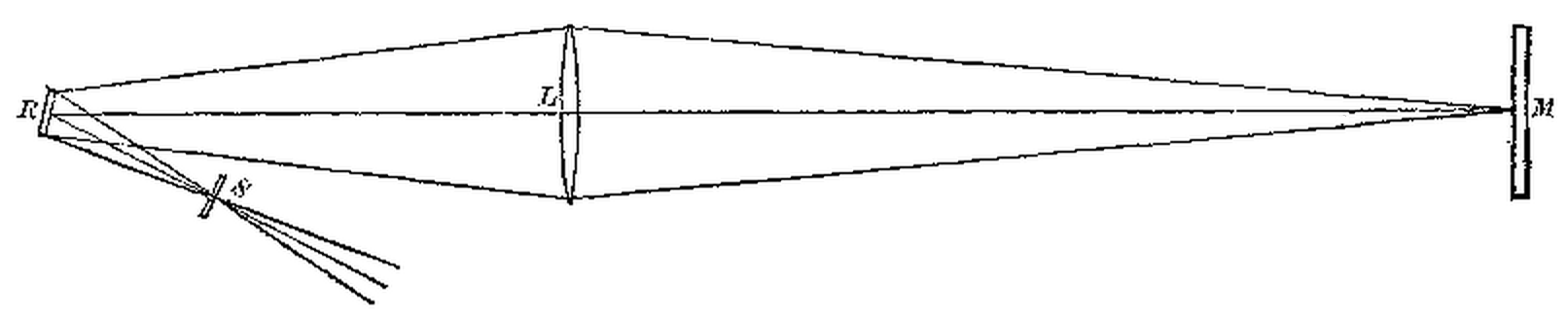
Figura 4: A repetição de Michelson em 1879 da determinação da velocidade da luz de Foucault incorporou várias melhorias que permitiram o uso de um caminho de luz muito mais longo.

Na Figura 1 vê-se que Foucault colocou o espelho giratório R o mais próximo possível da lente L, de modo a maximizar a distância entre R e a fenda S. À medida que R gira, uma imagem ampliada da fenda S varre a face do espelho distante M. Quanto maior a distância RM, mais rapidamente a imagem varre o espelho M e menos luz é refletida de volta. Foucault não podia aumentar a distância RM em seu arranjo óptico dobrado além de cerca de 20 metros sem que a imagem da fenda ficasse muito fraca para ser medida com precisão.
Entre 1877 e 1931, Albert A. Michelson fez várias medições da velocidade da luz. Suas medições de 1877-79 foram realizadas sob a supervisão de Simon Newcomb, que também estava trabalhando na medição da velocidade da luz. A configuração de Michelson incorporou vários refinamentos ao arranjo original de Foucault. Como pode ser visto na Figura 4, Michelson colocou o espelho giratório R próximo ao foco principal da lente L (ou seja, o ponto focal dos raios de luz incidentes). Se o espelho giratório R estivesse exatamente no foco principal, a imagem em movimento da fenda permaneceria no espelho plano distante M (de diâmetro igual ao da lente L) enquanto o eixo do feixe de luz permanecesse na lente, independentemente da distância RM. Assim, Michelson conseguiu aumentar a distância RM para quase 2 000 pés. Para obter um valor razoável para a distância RS, Michelson usou uma lente de distância focal extremamente longa (150 pés) e comprometeu o design colocando R cerca de 15 pés mais perto de L do que o foco principal. Isso permitiu uma distância RS entre 28,5 e 33,3 pés. Ele usou diapasões cuidadosamente calibrados para monitorar a taxa de rotação do espelho R, movido a turbina a ar, e normalmente media deslocamentos da imagem da fenda da ordem de 115 mm. Seu valor de 1879 para a velocidade da luz, 299 944±51 km/s, estava dentro de aproximadamente 0,05% do valor moderno. Sua repetição do experimento em 1926 incorporou ainda mais refinamentos, como o uso de espelhos rotativos poligonais em forma de prisma (possibilitando uma imagem mais brilhante) com oito a dezesseis faces e uma linha de base de 22 milhas pesquisada com precisão de partes fracionárias por milhão. Seu número de 299 796±4 km/s era apenas cerca de 4 km/s maior do que o valor aceito atualmente. A última tentativa de Michelson, em 1931, de medir a velocidade da luz no vácuo foi interrompida por sua morte. Embora seu experimento tenha sido concluído postumamente por F. G. Pease [en] e F. Pearson, vários fatores prejudicaram uma medição da mais alta precisão, inclusive um terremoto que perturbou a medição da linha de base.